# Carlo Colonna di Paliano
Carlo Colonna di Paliano (Napoli, 25 maggio 1901 – 2 aprile 1977) è stato un politico italiano.
È stato deputato all'Assemblea Costituente.